# Hassan Dehqani-Tafti
Hassan Barnaba Dehqani-Tafti (Taft, 14 maggio 1920 – Winchester, 29 aprile 2008) è stato un vescovo anglicano iraniano.

## Biografia
Nato da padre musulmano e madre cristiana, Dehqani-Tafti perse la madre quando aveva cinque anni. Essendo di famiglia povera, fu educato nella scuola della Church Missionary Society. Successivamente frequentò lo Stuart Memorial College a Isfahan. A 18 anni si convertì al cristianesimo e aggiunse al nome Hassan il nome cristiano Barnaba. Finita la scuola si iscrisse all'Università di Teheran progettando di intraprendere la carriera di insegnante. Terminati gli studi universitari prestò servizio militare come ufficiale nell'Esercito Imperiale Iraniano dal 1943 al 1945; grazie alla sua conoscenza della lingua inglese esercitò il ruolo di interprete per le comunicazioni con gli ufficiali britannici del Medio Oriente. Finito il servizio militare, lavorò per due anni al servizio del vescovo William Thompson, vescovo anglicano della diocesi dell'Iran. 
Nel 1947 Dehqani-Tafti decise di diventare prete anglicano e si recò a studiare al seminario teologico di Ridley Hall a Cambridge. Nel 1949 fu ordinato prete anglicano e l'anno successivo fu nominato parroco della Church of St. Luke a Isfahan. Nel 1952 sposò Margaret, la figlia del vescovo Thompson. Nel 1960 fu scelto come successore del vescovo Thompson e divenne così il primo vescovo di origine persiana in Iran dall'epoca della conquista islamica della Persia nel VII secolo. Nel 1977 Dehqani-Tafti divenne presidente della Chiesa Episcopale di Gerusalemme e del Medio Oriente. La condizione della comunità cristiana, non facile durante il regime dello scià Mohammad Reza Pahlavi, peggiorò dopo la rivoluzione iraniana del 1979; in particolare, le chiese missionarie cominciarono ad essere malviste. I beni di diverse missioni cristiane furono confiscati e i loro conti in banca congelati. Il vescovo convocò una riunione dei suoi sacerdoti e decisero di resistere. Cominciò a diffondersi un'ostilità contro il cristianesimo, specialmente quello di matrice protestante, visto come la religione dei nemici occidentali; ciò portò ad azioni violente da parte di estremisti islamici. Nel mese di novembre del 1979 il vescovo subì un attentato da parte di due uomini armati entrati nella sua residenza, che gli spararono: lui rimase illeso, ma la moglie venne ferita. Qualche mese dopo il suo unico figlio maschio, Bahram, venne aggredito e ucciso mentre ritornava dal lavoro. Il vescovo non poté celebrare il funerale perché si trovava a Cipro per un convegno, ma scrisse una preghiera di perdono per gli assassini. Dehqani-Tafti si convinse ad andare in esilio e partì per l'Inghilterra con la moglie e le figlie, stabilendosi a Winchester. Divenuto assistente del vescovo di Winchester, diventò un punto di riferimento per gli iraniani residenti nel Regno Unito; continuò inoltre a guidare dall'esilio la diocesi anglicana dell’Iran fino al suo ritiro, avvenuto nel 1990. Dehqani-Tafti morì nel 2008, mentre sua moglie morì nel 2016 all’età di 85 anni. Oltre al figlio maschio assassinato, la coppia aveva tre figlie; una di loro, Gulnar Eleanor detta Guli, è diventata vescovo anglicano nel 2017.